# Hw (digramme)
Cette page contient des caractères spéciaux ou non latins. S’ils s’affichent mal (▯, ?, etc.), consultez la page d’aide Unicode.
Pour les articles homonymes, voir HW.
Hw (minuscule hw) est un digramme de l'alphabet latin composé d'un H et d'un W.

## Linguistique
- En vieil anglais, le digramme « hw » représente la séquence [hw] qui évoluera ensuite vers [ʍ], transcrit « wh » à partir du moyen anglais. Dans les manuscrits, la lettre wynn est employée au lieu du W : ce dernier est en fait un substitut de transcription récent.
- Certaines orthographes du cornique représentent le son [ʍ] par le digramme « hw ». D'autres utilisent plutôt le « wh ».
- En navajo, le digramme « hw » sert à représenter le son [ xʷ].

## Représentation informatique
Comme la majorité des digrammes, il n'existe aucun encodage de Hw sous un seul signe, il est toujours réalisé en accolant un H et un W.